# إينوليموماب
إينوليموماب هو جسم مضاد وحيد النسيلة فأري طوّر بصفته محفزاً للمناعة لعلاج داء الطعم حيال الثوي.